# Prospect Park
|  | Per a altres significats, vegeu «Prospect Park (Nova Jersey)». |

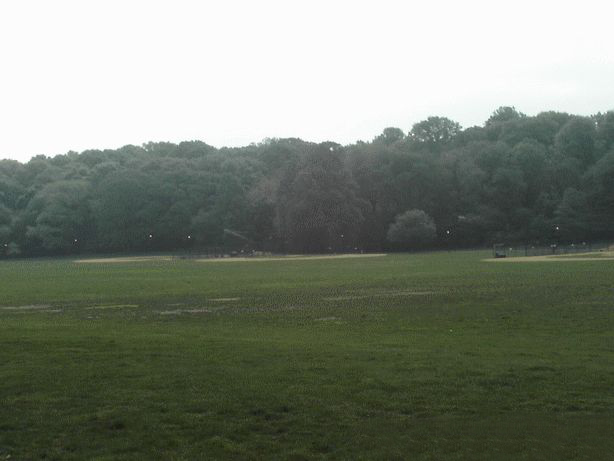
Prospect Park

Prospect Park és un parc públic al borough de Brooklyn de la ciutat de Nova York als Estats Units. Amb una superfície de 2,1 km² és un dels majors parcs de la ciutat de Nova York. El parc fou creat pels arquitectes Frederick Law Olmsted i Calvert Vaux. La creació del parc els va ser confiada al final de la dècada de 1850, després que van deixar el taller de Central Park. Va ser inaugurat el 1867. Els dos arquitectes tenien una preferència per a aquest.

## Dins de Prospect Park
- Long Meadow, la major praderia del parc que, amb 35ha, és el més llarg dels espais verds urbans dels Estats Units.
- Friends' Cemetery: cementiri quàquer, creat el 1846.
- Lookout Hill, turó on durant la guerra d'independència, els soldats britànics van enterrar els soldats americans.
- El quiosc de música Groove d'influències japoneses.
- L'om de Camperdown, plantat el 1872, que va inspirar la poetessa Marianne Moore.
- El Carrussel, creat als anys 1910 a Coney Island (Nova York) per Charles Carmel i qua va ser transportat a Prospect Park el 1952.
- El Prospect Park Zoo, obert el 5 d'octubre de 1993.
- El major llac de Brooklyn (240.000 m²).
- L'audubon Center, obert el 26 d'abril de 2002. L'edifici vell de 97 anys ha estat renovat completament per servir d'"Edifici d'acollida dels visitants".
- Pista de patinatge de Wollman, oberta el 1961, batejada del nom de Kate Wollman (la família havia fet una donació 600000 $ per a la construcció de la pista de patinatge de Central Park).

## A la rodalia de Prospect Park
- Gran Army Plaza, l'entrada nord del Park.
- El cementiri de Green-Wood.
- El Brooklyn Botanic Garden.
- La Brooklyn Public Library.
- Park Slope, Windsor Terrace,  Kensington, i altres barris de Brooklyn.